# Eli Lilly and Company
Eli Lilly and Company è un'azienda farmaceutica statunitense con sede a Indianapolis, con uffici in 18 Paesi. I suoi prodotti sono venduti in circa 125 paesi. In Italia la Eli Lilly SpA, controllata al 100% dalla Eli Lilly and Company, ha sede nel quartiere Quinto a Sesto Fiorentino.

## Storia
La compagnia fu fondata nel 1876 dal colonnello Eli Lilly, un chimico farmaceutico e veterano della guerra civile americana, da cui prese il nome la compagnia.
La Eli Lilly è stata la prima azienda a produrre in serie il vaccino contro la poliomielite sviluppato da Jonas Salk e l'insulina, inoltre è stata una delle prime aziende farmaceutiche a produrre insulina umana utilizzando il DNA ricombinante incluso Humulin (farmaco insulinico), Humalog (insulina lispro) e il primo prodotto insulinico biosimilare approvato negli Stati Uniti, Basaglar (insulina glargine).
A luglio 2016 Dave Ricks è stato nominato CEO della Eli Lilly.

## Prodotti
Lilly è attualmente il più grande produttore di farmaci psichiatrici e produce Prozac (fluoxetina), Dolophine (metadone), Cymbalta (duloxetina) e Zyprexa (olanzapina).
Lilly produce per la terapia del DMT1 e DMT2 l’analogo dell’insulina da DNA ricombinante Humalog (insulina Lispro) in flacone e in penna. In penna in due concentrazioni u/ml 100 e U/ml 200 iniettabili attraverso la kwikpen.
Recentemente ha immesso in commercio la dulaglutide (trulicity) un GLP1 a somministrazione settimanale per il controllo della glicemia nel DMT2 in maniera glucosio dipendente.